# Trychnopepla
Trychnopepla é um gênero de mariposa pertencente à família Acrolepiidae.